# Hans Parrel
Hans Parrel (Utrecht, 14 september 1944) is een voormalig Nederlands waterpolospeler.
Hans Parrel nam tweemaal deel aan de Olympische Spelen, in 1968, 1972. Hij eindigde met het Nederlands team beide keren op de zevende plaats. In de competitie kwam Parrel uit voor AZC uit Alphen aan den Rijn.
Bart Bongers · 
Fred van Dorp · 
Loet Geutjes · 
André Hermsen · 
Wim Hermsen · 
Hans Hoogveld · 
Evert Kroon · 
Ad Moolhuijzen · 
Hans Parrel · 
Nico van der Voet · 
Feike de Vries · 
Hans Wouda
Mart Bras · 
Ton Buunk · 
Wim Hermsen · 
Hans Hoogveld · 
Evert Kroon · 
Hans Parrel · 
Wim van de Schilde · 
Ton Schmidt · 
Gijze Stroboer · 
Jan Evert Veer · 
Hans Wouda